# Gmina Żelazków
Die Gmina Żelazków ist eine Landgemeinde im Powiat Kaliski der Woiwodschaft Großpolen in Polen. Ihr Sitz ist das gleichnamige Dorf (deutsch 1943–1945 Eisen).

## Gliederung
Zur Landgemeinde Żelazków gehören 25 Dörfer (deutscher Name bis 1945) mit einem Schulzenamt:
| Anielin Czartki (1943–1945 Schartken) Dębe Florentyna (1943–1945 Jürgenstein) Garzew (1943–1945 Hasengrund) Goliszew (1943–1945 Gotenfelde) Helenów Ilno Janków (1943–1945 Ochsenberg) | Kokanin (1943–1945 Seidendorf) Kolonia Kokanin Kolonia Skarszewek Nowy Borków (1943–1945 Neubaren) Pólko Russów (1943–1945 Rußdorf) Skarszew (1943–1945 Großkarenbach) Skarszewek (1943–1945 Kleinkarenbach) | Stary Borków (1943–1945 Altbaren) Szosa Turecka Tykadłów (1943–1945 Weizenort) Wojciechówka Zborów (1943–1945 Graben) Złotniki Małe (1943–1945 Kleingolden) Złotniki Wielkie (1943–1945 Großgolden) Żelazków |

Weitere Ortschaften in der Gemeinde sind:
| Biernatki (1943–1945 Bornhufen) Chrusty Góry Zborowskie Góry Złotnickie | Koronka Michałów Niedźwiady (1943–1945 Bärenhagen) | Russówek Strugi Witoldów |